# Achraf Saoud
Mohamed Achraf Saoud (en arabe : محمد أشرف سعود), né le 21 juin 1990 à Agadir, est un joueur de futsal international marocain.

## Biographie

### Carrière en club
Avant d'entamer une carrière dans le futsal, Mohamed Achraf Saoud pratique le football classique en passant toutes ses classes au Hassania Agadir.

#### Formation à l'ASFA (2015-2020)
Achraf Saoud se forme au Faucon d'Agadir (ASFA) avec qui il évolue jusqu'en 2020.
Il ne remporte pas de titre officiel avec l'ASFA mais termine demi-finaliste de la Coupe du Trône à trois reprises (en 2016, 2017 et 2019). Il termine vice-champion du Maroc lors de la saison sportive 2019-2020.
Avec le club gadiri, il finit par ailleurs deux fois meilleur buteur du championnat national D1 (saison 2015-2016 et 2017-2018).

#### Avec le Chabab Mohammédia (2020-2023)
En novembre 2020, Achraf Saoud quitte Faucon Agadir pour s'engager avec le Chabab Mohammédia (SCCM) qui vient d'être fondé après la fusion par absorption de l'Athletico Kénitra.
C'est avec le SCCM qu'Achraf Saoud remporte ses premiers titres collectifs : Deux de championnat national (saison 2020-2021 et 2021-2022) et un de Coupe du Trône (saison 2019-2020).
Après deux saisons et demie à Mohammédia, Saoud retourne dans son ancien club, le Faucon Agadir.

### En équipe nationale
Achraf Mohamed Saoud est international marocain, il est appelé par Hicham Dguig pour la première fois en sélection en 2015, puis pour un autre rassemblement en 2016 à Tanger.
Mais ce n'est qu'en 2018, le 28 janvier 2018 à Torres Novas contre le Portugal qu'il dispute son premier match international. Les deux équipes se neutralisent sur le score de 2-2. 
Il est sélectionné pour participer à un tournoi amical en Chine durant le mois de décembre 2018. Tournoi durant lequel le Maroc termine à la deuxième place après une défaite face à la Roumanie (3-2) et deux victoires respectivement face à la Chine (6-4) et le Mexique (5-2). Achraf Saoud inscrit un doublé contre les Mexicains. 
L'année suivante, en octobre 2019, le Maroc et Achraf Saoud sont de nouveau conviés en Chine à Changshu pour un autre tournoi international. Cette fois-ci, les Marocains sortent vainqueurs après des succès contre la Malaisie (3-0), la Chine (5-0) et le Danemark (4-3). 
En janvier 2020, il est retenu dans la liste des 24 joueurs sélectionnés par Hicham Dguig pour disputer la CAN 2020 à Laâyoune.

#### Le Maroc sur le toit de l'Afrique pour la deuxième fois
Le 30 janvier 2020, le Maroc s'impose contre la Guinée équatoriale (8-0). Achraf Saoud contribue à la victoire en inscrivant un doublé.
Il récidive en demi-finale en marquant deux buts face à l'Angola (victoire marocaine 4-0).

#### Coupe arabe 2021 et premier titre du Maroc
Dguig le sélectionne pour la Coupe arabe qui a lieu en Égypte en mai 2021 où le Maroc remporte ladite compétition pour la première fois en s'imposant en finale face à l'Égypte (4-0). Achraf Saoud termine meilleur buteur de la compétition avec 7 réalisations.

#### Coupe du monde 2021
Il prend part à la double confrontation amicale en Serbie les 31 juillet et 1er août 2021.
Le 4 septembre 2021, la fédération marocaine annonce la liste des joueurs qui iront disputer la Coupe du monde en Lituanie et Saoud fait partie des joueurs sélectionnés par Hicham Dguig.
Avant d'entamer la Coupe du monde, qui devait initialement se dérouler en 2020 (report en raison de la pandémie de Covid-19), Achraf Saoud participe à deux rencontres amicales, les 6 et 7 septembre 2021 respectivement face au Vietnam et au Japon, deux sélections asiatiques dont la culture futsal se rapproche de celle de la Thaïlande qui figure dans le groupe du Maroc au Mondial 2021. Les Marocains gagnent le premier match (2-1), mais perdent le second contre leurs homologues japonais (3-0).
Achraf Saoud dispute l'ensemble des matchs à la Coupe du monde. Un parcours historique du Maroc qui franchit dans un premier temps le premier tour pour la première fois de son histoire.  Après avoir éliminé le Venezuela, sa sélection se fait sortir en quart de finale par le Brésil de Ferrão sur la plus petite des marges (1-0).

#### Coupe arabe 2022 et deuxième titre pour les Marocains
Achraf Saoud est sélectionné à nouveau par Hicham Dguig pour participer à la Coupe arabe de futsal 2022 qui a lieu en Arabie Saoudite au mois de juin 2022. 
Les Marocains s'imposent largement contre la Mauritanie (13-0) lors de la 3e journée contre qui Achraf Saoud inscrit un triplé.
Après avoir éliminé la Libye et l'Égypte, le Maroc s'impose face à l'Irak en finale (3-0) et conserve donc le titre.

#### Le Maroc vainqueur de la Coupe des confédérations 2022
Après la Coupe arabe, Mohamed Achraf Saoud prend part avec la sélection à la Coupe des confédérations de futsal en Thaïlande durant le mois de septembre 2022.
Le Maroc remporte le tournoi en s'imposant en finale face à l'Iran.

#### Préparations à la CAN 2024
Durant le mois d'octobre 2022, la sélection se déplace au Brésil pour affronter ce dernier dans une double confrontation amicale dont participe Achraf Saoud,. Si le premier se solde sur un nul (0-0), le second voit le Brésil l'emporter (4-1).

### Statistiques détaillées en club
Le tableau suivant recense les statistiques d'Achraf Saoud :
| Saison                | Club                  | Championnat           | Championnat | Championnat | Championnat | Coupe(s) nationale(s) | Coupe(s) nationale(s) | Coupe(s) nationale(s) | Total | Total | Total |
| Saison                | Club                  | Division              | M.          | B.          | P.d.        | M.                    | B.                    | P.d.                  | M.    | B.    | P.d.  |
| 2020-2021             | Chabab Mohammédia     | Division 1            | 22          | 22          | 16          | 5                     | 4                     | 3                     | 27    | 26    | 19    |
| 2021-2022             | Chabab Mohammédia     | Division 1            | 16          | 31          | 20          | 4                     | 2                     | 1                     | 20    | 33    | 21    |
| 2022-2023             | Chabab Mohammédia     | Division 1            | 8           | 4           | 4           | -                     | -                     | -                     | 8     | 4     | 4     |
| Sous-total            | Sous-total            | Sous-total            | 46          | 57          | 40          | 9                     | 6                     | 3                     | 55    | 63    | 43    |
| 2022-2023             | Faucon Agadir         | Division 1            | -           | -           | -           | -                     | -                     | -                     | 0     | 0     | 0     |
| Sous-total            | Sous-total            | Sous-total            | -           | -           | -           | -                     | -                     | -                     | 0     | 0     | 0     |
| 2023-2024             | UTS futsal            | Division 2            | 2           | 1           | -           | -                     | -                     | -                     | 2     | 1     | 0     |
| Total sur la carrière | Total sur la carrière | Total sur la carrière | 48          | 58          | 40          | 9                     | 6                     | 3                     | 57    | 64    | 43    |

## Palmarès
| Chabab Mohammedia (3)                                                                                 | Équipe du Maroc (4) |
| --- | --- |
| - Championnat du Maroc (2) : - Champion : 2021 et 2022 - Coupe du Trône (1) : - Vainqueur : 2019-2020 | - Coupe d'Afrique des nations (1) - Champion : 2020 - Coupe arabe des nations (2) - Champion : 2021 et 2022 - Coupe des confédérations (1) - Champion : 2022 |

### Distinctions individuelles
- Meilleur buteur du championnat marocain : 2015-2016 (33 buts)[24],[25]
- Meilleur buteur du championnat marocain : 2017-2018
- Meilleur buteur de la Coupe arabe des nations : 2021 (7 buts)[26]